# Dímitra (Grecia)
Dímitra (en griego Δήμητρα) es un pequeño pueblo griego situado cerca de las llanuras de Elis. Su centro se encuentra en una colina. La población es de alrededor de 200 personas. Fue conocido como Troube hasta el siglo XIX, en que cambió de nombre. En su paisaje destacan las granjas, los olivos y los árboles que producen cítricos.
Los municipios más próximos a Dimitra son Majos, hacia el oeste; Neojori, al noroeste; Regleika y Strusi, al norte; Kardiakafti, al este, y Vartholomio, al sur. En el centro del pueblo se encuentra una plaza con iglesia.
La carretera principal hacia Kavassila está cubierta por árboles de cinco metros de altura durante unos 200 m.
- Datos: Q3563536